# Standing Sex/Joker
„Standing Sex/Joker” – siódmy singel zespołu X JAPAN (wówczas o nazwie X). Wydany 25 października 1991 roku. Utwór zadebiutował na #4 pozycji rankingu Oricon. Zarówno utwór Standing Sex jak i THE LAST SONG są jedynymi singlami zespołu, które nie pojawiły się na żadnym z ich albumów studyjnych. Druga piosenka to zedytowana wersja utworu Joker pierwotnie zawarta na debiutanckim albumie zespołu Jealousy.

## Lista utworów
| Nr | Tytuł          | Słowa               | Muzyka  | Czas |
| -- | -------------- | ------------------- | ------- | ---- |
| 1. | "Standing Sex" | Miyukihime Igarashi | Yoshiki | 4:23 |
| 2. | "Joker"        | hide                | hide    | 4:58 |

## Muzycy
- Toshi: wokal
- Yoshiki: perkusja, klawisze
- hide: gitara
- Pata: gitara
- Taiji: gitara basowa
- Współproducent: Naoshi Tsuda
- Mikser: Rich Breen
- Zdjęcia: Masanori Kato (1. utwór)
- Zdjęcia (Artist): Hideo Canno (2. utwór)
- Zdjęcia (Object): Michihiro Ikeda (2. utwór)